# Polnischer Eishockeypokal 2012/13
Der Polnische Eishockeypokal der Saison 2012/13 (poln. Puchar Polski Hokeja na Lodzie) war die Austragung des Polnischen Eishockeypokals. Die Veranstaltung wurde vom Polnischen Eishockeyverband organisiert. Der JKH GKS Jastrzębie-Zdrój stand zum ersten Male im Finale und konnte sich den Titel gegen den Pokalsieger der vergangenen beiden Jahre holen, der zudem auf heimischem Eis spielte.

## Teilnehmer und Modus
An der Austragung des Pokals im Jahre 2012 nahmen sechs der sieben teilnehmenden Mannschaften der aktuellen Liga teil. Der KS Nesta Karawela Toruń HSA verzichtete auf eine Teilnahme. Der Ciarko PBS Bank Sanok war somit vorab für das Halbfinale qualifiziert. Die Mannschaften spielten in einer K.-O.-Runde drei der Halbfinalteilnehmer aus.
| Zagłębie Sosnowiec       | Aksam Unia Oświęcim | KS ComArch Cracovia | Ciarko PBS Bank Sanok       |
| JKH GKS Jastrzębie-Zdrój | GKS Tychy           | GKS Katowice        | KS Nesta Karawela Toruń HSA |

## Viertelfinale
| 16. November 2012 18:00 Uhr | Zagłębie Sosnowiec Łukasz Zachariasz (5:55) Michał Działo (18:50) J. Dołęga (21:30) J. Dołęga (41:33) | 4:7 (2:2, 1:0, 1:5) Spielbericht | JKH GKS Jastrzębie M. Danieluk (7:55) T. Pastryk (12:24) M. Danieluk (40:49) M. Bryk (43:47) M. Urbanowicz (54:34) M. Sulka (55:50) M. Rompkowski (57:36) | Stadion Zimowy, Sosnowiec Zuschauer: 200 |

| 18. November 2012 18:00 Uhr | JKH GKS Jastrzębie Mateusz Danieluk (8:34) M. Zaťko (12:15) P. Lipina (19:56) M. Sulka (29:05) B. Dąbkowski (48:49) T. Kulas (49:30) M. Zaťko (51:42) D. Kapica (53:23) | 8:0 (3:0, 1:0, 4:0) Spielbericht | Zagłębie Sosnowiec | Jastor, Jastrzębie-Zdrój Zuschauer: 700 |

| 16. November 2012 18:00 Uhr | Aksam Unia Oświęcim J. Rzeszutko (49:10) | 1:2 (0:1, 0:1, 1:0) Spielbericht | GKS Tychy T. Da Costa (19:28) M. Baranyk (27:04) | Hala Lodowa MOSiR, Oświęcim Zuschauer: 1.800 |

| 18. November 2012 18:00 Uhr | GKS Tychy G. Pasiut (29:42) R. Šimíček (39:00) | 2:2 (0:1, 2:0, 0:1) Spielbericht | Aksam Unia Oświęcim Mariusz Jakubik (13:27) J. Rzeszutko (58:07) | Stadion Zimowy, Tychy Zuschauer: 1.200 |

| 16. November 2012 18:30 Uhr | HC GKS Katowice L. Popko (21:48) | 1:6 (0:1, 1:2, 0:3) Spielbericht | Comarch Cracovia Kraków J. Fojtík (1:08) J. Fojtík (23:48) A. Chmielewski (24:40) J. Fojtík (41:26) D. Laszkiewicz (45:01) A. Chmielewski (50:56) | "Satelita" Spodek, Katowice Zuschauer: 400 |

| 18. November 2012 18:30 Uhr | Comarch Cracovia Kraków S. Kowalówka (1:48) P. Noworyta (6:45) M. Dudaš (36:06) L. Laszkiewicz (54:24) | 4:4 (2:0, 1:1, 1:3) Spielbericht | HC GKS Katowice J. Chwedoruk (32:46) J. Chwedoruk (44:54) F. Drzewiecki (48:00) F. Drzewiecki (59:16) | Lodowisko im. Adama "Rocha" Kowalskiego, Kraków Zuschauer: 600 |

## Finalturnier
Die Halbfinalspiele und das Finale wurden in einer Endrunde in der Arena in Sanok an zwei Tagen ausgespielt. Ein Spiel um Platz 3 fand nicht statt. Alle Turnierspiele wurden im Fernsehkanal TVP Sport übertragen. Die Auslosung erfolgte am 7. Dezember ebenfalls bei TVP Sport.

### Halbfinale
| 28. Dezember 2012 16:00 | JKH GKS Jastrzębie | 4:3 n. V. (2:2, 1:0, 0:1, 1:0) Spielbericht | GKS Tychy | Arena Sanok, Sanok Zuschauer: 2.200 |

| 28. Dezember 2012 19:30 Uhr | Ciarko PBS Bank Sanok | 5:4 n. P. (1:1, 1:2, 2:1, 0:0, 1:0) Spielbericht | ComArch Cracovia | Arena Sanok, Sanok Zuschauer: 3.000 |

### Finale
| 29. Dezember 2012 17:30 Uhr | JKH GKS Jastrzębie | 4:2 (0:1, 1:1, 3:0) Spielbericht | Ciarko PBS Bank Sanok | Arena Sanok, Sanok Zuschauer: 3.500 |